# Kiharu Nakamura
Kiharu Nakamura (中村 喜春, Nakamura Kiharu) (14 de abril de 1913 - 5 de Janeiro de 2004) foi uma das mais famosas gueixas, era considerada a "última gueixa". Faleceu aos 90 anos em Nova Iorque.

## História
Kazuko Yamamoto até então uma jovem de 16 anos tem uma briga com sua família, levando-a a fugir de casa e ir para um kuruwa (como é chamado o local de "lazer"). Lá teve que escolher seu nome artístico, o escolhido foi Kiharu ("primavera feliz", em japonês). Passou anos preparando-se para tornar-se gueixa. Aprendeu a cantar, dançar, comportar-se educadamente, fazer agrados (como a "arte se servir o chá"), a tocar shamisen, recitar poemas, ter conversas agradáveis (que para ela foram muito importantes), etc.
Durante a Segunda Guerra Mundial, casada com um homem influente, foi mandada como espiã para a Índia pelo governo do Japão, ela ficou encarregada de transmitir mensagens secretas. Voltando ao Japão no final da guerra encontrou seu país bem diferente, abalado, destruído. Então resolveu mudar-se para os Estados Unidos da América, tornando-se professora de shamisen, música e também como consultora de teatro e ópera, inclusive em Madama Butterfly. Morreu no Queens, distrito de Nova Iorque.